# Samuel Contesti
Samuel Contesti (Le Havre, 4 marzo 1983) è un ex pattinatore artistico su ghiaccio francese naturalizzato italiano.
Quattro volte campione nazionale italiano e una volta vicecampione europeo.
Il 14 dicembre 2010, l'International Skating Union (ISU) lo classifica come sesto pattinatore in tutto il mondo.

## Biografia
Figlio di Yves Contesti, calciatore nelle file del Le Havre AC, Nîmes Olympique e Tolosa, cominciò a pattinare all'età di 4 anni. Nel 2007 ha sposato l'italo-francese Géraldine Zulini, sua allenatrice, e con lei si è trasferito a Courmayeur e ha avuto un figlio nel giugno del 2009. Dal 2008 gareggia per l'Italia.

## Carriera
Contesti inizialmente compete per la Francia, classificandosi nono ai Campionati Europei del 2005 e ventiseiesimo ai Campionati Mondiali dello stesso anno. Nella stagione successiva, si classifica quinto al Trophée Eric Bompard e 2nd ai Campionati Nazionali Francesi, ma non compete agli Europei e ai Mondiali.
Nel 2006, viene assegnato allo Skate America, ma la Federazione di pattinaggio francese decide di ritirare il suo nome. Nel 2007, vince la medaglia di bronzo ai Campionati Francesi.
Contesti comincia a competere in Italia nel marzo del 2008. Nella primavera del 2008, si trasferisce a Courmayeur, in Italia. Conquista l'argento agli Europei del 2009, diventando il primo pattinatore italiano a vincere una medaglia in questa competizione dopo 55 anni, da quando Carlo Fassi vinse l'oro nel 1954. Ai Campionati Mondiali del 2009, Contesti si classifica quinto, ottenendo il suo miglior piazzamento di sempre.
Nel 2010 ha rappresentato l'Italia ai Giochi olimpici di Vancouver.
Ha gareggiato nella gara di pattinaggio di figura maschile concludendo al diciottesimo posto.
Ha ottenuto l'ottavo posto agli europei, dopo una gara spettacolare, ma ricevendo punti a sfavore a causa di una caduta in un doppio toe loop, che è stato considerato solo semplice.
Il 15 giugno 2012 ha annunciato il suo ritiro dalle competizioni, affermando di essere interessato alla carriera di allenatore.

## Programmi
| Stagione  | Programma corto | Programma libero                                                                                 | Esibizione                                                                      |
| --------- | --- | ------------------------------------------------------------------------------------------------ | ------------------------------------------------------------------------------- |
| 2011–2012 | - Hungarian March di Hector Berlioz - La gazza ladra (The Thieving Magpie) di Gioachino Rossini - 1812 Overture di Pyotr Ilyich Tchaikovsky | - La Vie en rose di Édith Piaf - Ca gaze di Fony Murena - La Valse à mille temps di Jacques Brel |                                                                                 |
| 2010–2011 | Hungarian March di Hector Berlioz La gazza ladra (The Thieving Magpie) di Gioachino Rossini 1812 Overture di Pyotr Ilyich Tchaikovsky       | Sikuriadas di Panpipes of the Andes Wara Bolivian Cacharapaya di Panpipes of the Andes           |                                                                                 |
| 2009–2010 | Wish Me Well di Willie Dixon, Memphis Slim Whammer Jammer di J. Geils Band                                                                  | Sikuriadas di Panpipes of the Andes Wara Bolivian Cacharapaya di Panpipes of the Andes           | Once Upon a Time in the West Brano di Ennio Morricone Cotton-Eyed Joe di Rednex |
| 2008–2009 | J'envoie valser di Zazie, Memphis Slim La Valse des monstres di Yann Tiersen                                                                | Once Upon a Time in the West Brano di Ennio Morricone Cotton-Eyed Joe di Rednex                  | I Won't Dance di Frank Sinatra                                                  |
| 2007–2008 | Homevid di Riccardo Cervelli | Once Upon a Time in the West Brano di Ennio Morricone                                            |                                                                                 |
| 2006–2007 | Don't Let Me Be Misunderstood di Santa Esmeralda(from Kill Bill Vol. 1 Original Soundtrack)                                                 | Once Upon a Time in the West Brano di Ennio Morricone                                            |                                                                                 |
| 2005–2006 | Don't Let Me Be Misunderstood di Santa Esmeralda(from Kill Bill Vol. 1 Original Soundtrack)                                                 | Schindler's List Brano di John Williams                                                          |                                                                                 |
| 2004–2005 | Summer of '42 Brano di Michel Legrand | Schindler's List Brano di John Williams                                                          |                                                                                 |
| 2003–2004 | Summer of '42 Brano di Michel Legrand | Le jour d'avant di Yann Tiersen                                                                  |                                                                                 |

## Palmarès

### Per l'Italia
| Evento                     | 2007–2008 | 2008–2009 | 2009–2010 | 2010–2011 | 2011-2012 |
| -------------------------- | --------- | --------- | --------- | --------- | --------- |
| Giochi olimpici invernali  |           |           | 18º       |           |           |
| Campionati Mondiali        |           | 5º        | 7º        | 18º       | 10º       |
| Campionati Europei         |           | 2º        | 5º        | 6º        | 7º        |
| Campionati italiani        | 1º        | 1º        | 1º        | 1º        | 1º        |
| Skate America              |           |           |           |           | 8º        |
| NHK Trophy                 |           |           |           |           | 4º        |
| Skate Canada International |           |           | 5º        |           |           |
| Cup of China               |           |           | 4º        | 6º        |           |
| Cup of Russia              |           |           |           | 4º        |           |
| Finlandia Trophy           |           |           |           | 3º        |           |
| Golden Spin of Zagreb      |           | 2º        |           |           |           |
| Karl Schäfer Memorial      |           | 2º        |           |           |           |
| NRW Trophy                 |           | 2º        | 2º        | 4º        | 1º        |
| Ondrej Nepela Memorial     |           |           |           |           | 3º        |
| Challenge Cup              | 2º        | 1º        |           |           |           |

### Per la Francia
| Evento                   | 2001–2002 | 2002–2003 | 2003–2004 | 2004–2005 | 2005–2006 | 2006–2007 |
| ------------------------ | --------- | --------- | --------- | --------- | --------- | --------- |
| Campionati Mondiali      |           |           |           | 26°       |           |           |
| Campionati Europei       |           |           |           | 9°        |           |           |
| Campionati Francesi      | 11°       |           | 6°        | 3°        | 2°        | 3°        |
| Trophée Eric Bompard     |           |           |           | 9°        | 5°        |           |
| Bofrost Cup              |           |           |           | 4°        |           |           |
| Crystal Skate of Romania |           |           |           |           | 3°        |           |
| Copenaghen Trophy        |           |           | 1°        |           |           |           |
| Karl Schäfer Memorial    |           |           | 5°        |           |           |           |
| Gardena Spring Trophy    | 3°        |           |           |           |           |           |